# Józefów n/Wisłą (gromada)
Józefów n/Wisłą (alt. Józefów n. Wisłą, Józefów nad Wisłą) – dawna gromada, czyli najmniejsza jednostka podziału terytorialnego Polskiej Rzeczypospolitej Ludowej w latach 1954–1972.
Gromady, z gromadzkimi radami narodowymi (GRN) jako organami władzy najniższego stopnia na wsi, funkcjonowały od reformy reorganizującej administrację wiejską przeprowadzonej jesienią 1954 do momentu ich zniesienia z dniem 1 stycznia 1973, tym samym wypierając organizację gminną w latach 1954–1972.
Gromadę Józefów n/Wisłą z siedzibą GRN w Józefowie n/Wisłą (wówczas wsi) utworzono – jako jedną z 8759 gromad na obszarze Polski – w powiecie puławskim w woj. lubelskim na mocy uchwały nr 14 WRN w Lublinie z dnia 5 października 1954. W skład jednostki weszły obszary dotychczasowych gromad Basonia, Bór, Józefów n/Wisłą, Kolczyn, Nieszawa wieś, Nieszawa kol., Nietrzeba, Rybitwy i Wólka Kolczyńska ze zniesionej gminy Rybitwy w powiecie puławskim oraz miejscowości Wałowice kol. i Wałowice wieś z dotychczasowej gromady Wałowice ze zniesionej gminy Annopol w powiecie kraśnickim w tymże województwie. 
13 listopada 1954 gromada weszła w skład nowo utworzonego powiatu opolsko-lubelskiego w tymże województwie, gdzie ustalono dla niej 27 członków gromadzkiej rady narodowej.
1 stycznia 1969 do gromady Józefów n. Wisłą włączono wsie Spławy, Graniczna i Kolonia Studnisko ze zniesionej gromady Spławy w tymże powiecie.
Gromada przetrwała do końca 1972 roku, czyli do kolejnej reformy gminnej. 1 stycznia 1973 w powiecie opolsko-lubelskim utworzono gminę Józefów (od 1999 gmina znajduje się w powiecie opolskim w woj. lubelskim; w 2004 nazwę gminy zmieniono na Józefów nad Wisłą).